# Трэвис, Пит
Пит Трэвис (англ. Pete Travis) — английский теле- и кинорежиссёр и сценарист.

## Карьера
Пит Трэвис до того, как стать режиссёром, работал социальным работником. Трэвис купил права на экранизацию рассказа Faith Ника Хорби, инвестировав ещё столько же, он снял фильм, премьера которого состоялась на Лондонском Кинофестивале 11 ноября 1997 года.
В 2003 году Пол Гринграсс прислал Трэвису сценарий для фильма Ома, драматизация событий Террористического акта в Оме. Премьера фильма состоялась на Кинофестивале в Торонто в 2004 году, где фильм получил премию Discovery. В следующем году фильм также получил премия BAFTA в номинации Best Single Drama.
В 2010 году стало известно, что Трэвис выступит в качестве режиссёра фильма Дредд.

## Режиссёр
- 2003 — Генрих VIII / Henry VIII
- 2004 — Ома / Omagh
- 2008 — Точка обстрела / Vantage Point
- 2009 — Конец игры / Endgame
- 2012 — Судья Дредд 3D / Dredd 3D